# Trichothyrina filicum
Trichothyrina filicum är en svampart som beskrevs av L. Holm & K. Holm 1978. Trichothyrina filicum ingår i släktet Trichothyrina och familjen Microthyriaceae.   Inga underarter finns listade i Catalogue of Life.